# Acacialaan (Baarn)
De Acacialaan is een laan in de wijk Zandvoort in Baarn in de Nederlandse provincie Utrecht.
De laan verbindt de Plataanlaan met de noordelijker gelegen Zandvoortweg. Aan de beklinkerde laan staan woningen met kleine tuintjes uit de twintiger jaren van de 20e eeuw. Aan het begin van de straat, op de hoek met de Plataanlaan staat het vroegere badhuis van Baarn, Het Poorthuis uit 1920 dat op de gemeentelijke monumentenlijst staat. Langs het zuidelijke deel van de smalle trottoirloze laan zijn op verzoek van de bewoners acacia's aangeplant.

## Westerhei
Der straat is onderdeel van de buurt Westerhei. De Westerhei wordt begrensd door de Zandvoortweg, Plataanlaan, Eemnesserweg en Nachtegallaan. De grond van de Westerhei werd eind negentiende eeuw aangekocht ten behoeve van de in 1878 verrezen gasfabriek en elektriciteitscentrale. Tot de woningbouw behoorden ook de 48 arbeiderswoningen en twee winkels die door woningbouwvereniging St. Joseph werden gebouwd aan de reeds eerder aangelegde wegen. Na de Tweede Wereldoorlog werden de gasfabriek en de centrale afgebroken en werden op de vrijkomende grond woningen gebouwd aan de tegenwoordige Gaslaan.

## Kerkhoflaan
De Acacialaan heette van 1829 tot 1920 Kerkhoflaan, naar de inmiddels verdwenen katholieke begraafplaats van Santvoort. In 1919 werd de Oude begraafplaats aangelegd. Op verzoek van de bewoners werd de naam van de laan in 1920 gewijzigd in Acacialaan.

## Wasscherij en Bleekerij
Toen Baarn eind 19e eeuw door een spoorverbinding met Amsterdam werd verbonden zagen ondernemers hun kans. In 1896 werd door Wilhelm Cornelis van der Veen een wasch- en strijkinrichting gevestigd aan de Kerkhoflaan. Amsterdammers konden hun textiel hier laten reinigen met het zuiverste water, de goederen worden gedroogd op de droogzolders, waar de versche buitenlucht steeds vrijelijk toegang vindt... Later werd het wasserijpand deels in gebruik genomen als machinefabriek van broodbakinstallaties en deels als magazijn/boekbinderij van de firma De Slegte.

## Lenteleven
Tot in de tachtiger jaren van de twintigste eeuw stond aan de Acacialaan de kleuterschool Lenteleven. Na afbraak werd op het terrein de Lijsterbeslaan aangelegd waaraan woningen werden gebouwd.